# Burseràcies
Burseràcia (Burseraceae) és una família de plantes amb flor i dicotiledònies amb unes 600 espècies de distribució intertropicals.

## Usos
Dacryodes excelsa és un arbre dominant a Puerto Rico i altres parts del Carib i la seva fusta és comparable a la de caoba i bedoll. A més a més, espècie com Canarium littorale, Dacryodes costata, Santiria laevigata, i Santiria tomentosa de Malàisia així com Aucoumea kleineana i Canarium schweinfurthii de l'Àfrica també produeix fustes valuoses per a la construcció i fusteria.
Les espècies de Bursera (conegut com a l'arbre elefant) poden ser trobades principalment en Mèxic on són força utilitzats. Els maies també havien utilitzat Bursera sp. per fer encens. Tanmateix, el Bursera també pot ser considerat un gènere ornamental i un representant comú de la família dins els Estats Units, especialment a Florida. Aquesta espècie en particular, Bursera simaruba, és trobat a Florida, Mèxic, el Carib, Veneçuela, i Brasil, àrees tropicals on molts turistes blancs van en vacances i motiu pel qual se'l coneix com l'"arbre del turista" pel seu distintiu color vermell;. La resina d'aquest arbre pot ser utilitzada per fer vernís i aiguarràs. A més a més, la resina també pot ser utilitzada en la mateixa forma que la càmfora (Cinnamomum camphora) per alleugerir esquinços i distensions musculars. També s'ha utilitzat com antiinflamatori i com a antídot per dermatitis causades per Metopium toxiferum (també conegut com a "arbre del verí") de les Anacardiàcies. Bursera simaruba té un creixement ràpid i pot ser utilitzat per fer tanques i tallafocs i és especialment utilitzat en projectes de restauració com a espècie pionera. Tanmateix, aquest arbre és altament tolerant al vent huracanat i és per això sovint plantat en àrees on els huracans són freqüents com Florida i el Carib.
L'encens (Boswellia carterii) i la mirra (Commiphora abyssinica) són arbres que cal associar amb les resines aromàtiques que produeixen. Aquestes resines són extretes tallant el tronc per tal que alliberi aquestes resines. Aquestes resines es venen un cop barrejades amb espècies per tal de produir diverses olors. La dues espècie són natives del NE d'Àfrica (Somàlia, encens; Somàlia i Etiòpia, mirra) i Aràbia (Oman i Iemen, encens), però la seva distribució i la utilitat s'estén més enllà d'aquestes regions fins a Índia i Xina. El millor encens es troba a Oman. Els antics egipcis embalsamaven els seus faraons amb mirra fet pel qual el seu preu era comparable amb el de l'or. Les resines d'aquests arbres són també freqüentment utilitzats en la medicina tradicional xinesa i en la medicina Ayurvédica per tractar diverses patologies. La ingestió d'encens en quantitats petites, normalment en la forma d'una píndola barrejada amb altres ingredients, promou segons aquestes medicines alternatives, qi (pronunciat "chi") que pot ser traduït com la "força de vida" o "energia espiritual"). La mirra actua com estimulant, digestiu antidiabètic, emmenagog, antiasmàtic i antiartrític.

## Gèneres
Aquesta és una llista dels 18 gèneres de la família Burseràcies segons la seva pertinença a tribus i subtribus
| Bursereae subtribu Burserinae - Bursera - Commiphora |  |  |  | Bursereae subtribu Boswelliinae - Aucoumea - Beiselia - Boswellia - Triomma - Garuga |  |  |  | Canarieae - Canarium - Dacryodes - Haplolobus - Pseudodacryodes - Rosselia - Santiria - Scutinanthe - Trattinnickia |  |  | Protieae - Crepidospermum - Protium - Tetragastris |